# 中国人民解放军骑兵第三师
中国人民解放军骑兵第三师，是一个曾经存在于中国人民解放军的骑兵师。

## 历史概述
1949年5月，原东北军区下属的冀察热辽军区（二级军区）下属的冀热察军区（三级军区）的察北军分区司政后机关和所属的3个骑兵团组建而成。隶属1948年12月15日成立的察哈尔军区。师长胡德力，政委梁正中。1952年5月，骑兵第3师、河南省军区骑兵团3支骑兵部队于察哈尔省万全县编入骑兵第一师。

## 沿革
- 中国人民解放军骑兵第三师——（1949年5月-1952年5月）